# أوبلاند (السويد)
أوبلاند (بالسويدية: Uppland) هي مقاطعة تاريخية تقع على الساحل الشرقي من السويد، إلى الشمال مباشرة من العاصمة ستوكهولم. وتحد مقاطعات سودرمانلاند، وفستمانلاند وغستريكلاند.
كان عدد سكان أوبلاند اعتبارا من 31 ديسمبر 2009 قد بلغ 1,433,020 نسمة.

## أعلام
- كارين مونستودر
- أستريد بودان